# 蒂拉克
蒂拉克是玻利維亞的城鎮，位於該國中部，由科恰班巴省負責管轄，距離首府科恰班巴57公里，海拔高度3,298米，每年平均降雨量500毫米，2001年人口1,906。

## 外部連結
- Map of Tiraque Province

17°25′36″S 65°43′22″W / 17.42667°S 65.72278°W